# Османські військово-морські експедиції в Індійському океані

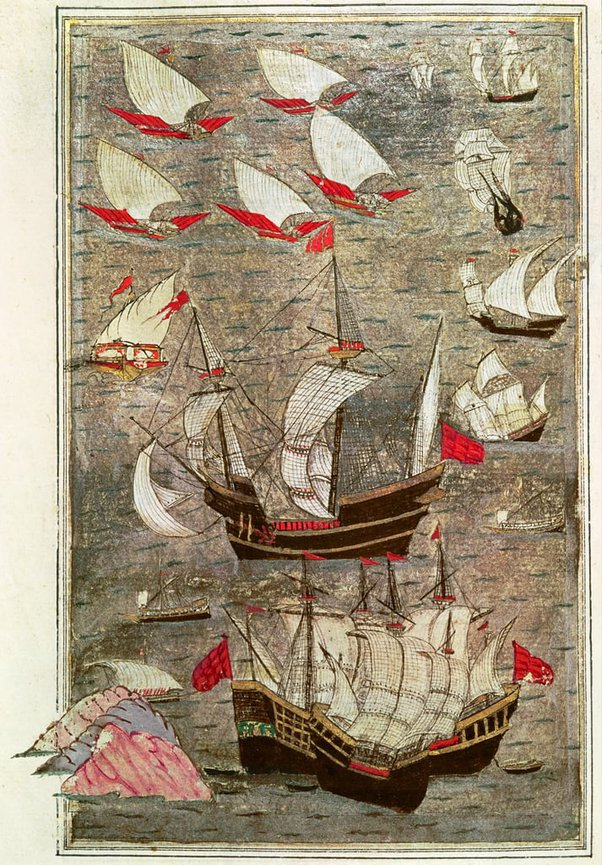
Османський флот біля Адену в XVI ст.. Анонімний малюнок

Османські військово-морські експедиції в Індійському океані (тур. Hint seferleri або Hint Deniz seferleri, дослівно — Індійські компанії) — серія османських військо-морських експедицій в Індійському океані в XVI столітті, спрямованих проти португальського домінування в цьому регіоні. Чотири такі експедиції було організовано турецьким султаном Сулейманом І Пишним в період між 1538 і 1554 роками.

## Передумови
Протягом X—XV століть арабські мусульманські торговці налагодили в Індійському океані широку комерційну мережу, що простягалась від островів Південно-Східної Азії до східного узбережжя африканського континенту. По цій мережі спеції, шовк та інші східні товари постачались на Близький Схід, зокрема в порти Сирії та Єгипту на Середземному морі, звідки потрапляли в Європу за посередництва венеційських та генуезьких торговців.

### Захоплення португальцями морських шляхів в Індійському океані
Після відкриття Васко де Гамою морського шляху з Європи в Індійський океан в 1498 році, потужні португальський флоти, що з 1500 року щорічно відправлялись з Португалії в Індію, почали активно досліджувати цей регіон і перебирати під португальський контроль його головні торгові шляхи. Їх завданням було отримання монопольного контролю над торгівлею спеціями, а також знищення старої торгової мережі, створеної мусульманськими торговцями, які до прибуття португальців панували в Південних морях. Ця боротьба мала як економічне, так і ідеологічне підґрунтя. Португальці вважали себе «хрестоносцями у постійній боротьбі проти ісламу».

За часів першого португальського віце-короля Індії Франсішку де Алмейда (1505—1509 рр.) португальці приступили до створення на узбережжі Індійського океану мережі укріплених торгових пунктів. 1507 року португальці захопили острів Сокотра, місто Маскат та низку інших портових міст на південному узбережжі Аравійського півострова. В лютому 1509 року португальський флот розгромив в морській битві при Діу спільний флот правителів індійських Калікуту і Гуджарату та мамелюкського Єгипту, який підтримували Османська імперія та Венеційська республіка

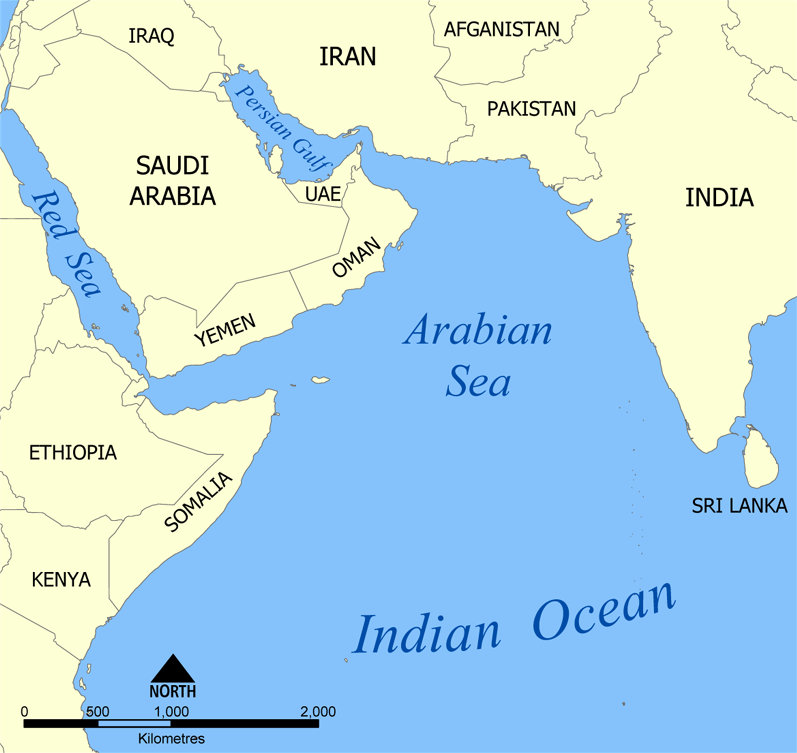
Аравійське море

За часів віце-короля Індії Афонсу де Албукеркі (1510—1515), португальці захопили в 1510 році Гоа на малабарському узбережжі Індії, в 1511 році — Малакку в ключовій для торгівлі з Південно-Східною Азією Малаккській протоці, в 1515 році Ормуз на вході в Перську затоку, а також зробили своїми протекторатами більшість прибережних королівства, але не змогли взяти в 1513 році Аден на вході в Червоне море та змушені були залишити в 1511 році Сокотру, через складність утримання там флоту та військового гарнізону. Таким чином, з глобальних завдань, які ставили перед собою португальці — перекрити арабську торгівлю з Індією та Південно-Східною Азією шляхом блокування індійського узбережжя, Малаккської протоки, Перської затоки та Червоного моря, через незахоплення Адена і залишення Сокотри частково невиконаним залишалось лише останнє завдання — португальцям не вдалось повністю перекрити арабську торгівлю спеціями через Червоне море.
База португальського флоту в Індійському океані знаходилась в Гоа, місті на західному узбережжі Індії, Португальці не мали ресурсів для завоювання і утримання в Азії континентальної імперії, але домінування португальського флоту на морі дозволила їм встановити і ефективно контролювати морські торгові шляхи, що складались з мережі укріплених португальських пунктів вздовж узбережжя Індійського океану. Одночасно португальці намагались зруйнувати стару мусульманську торгову мережу, блокуючи порті і захоплюючи торгові судна. Встановлення торгової гегемонії супроводжувалась зусиллями навернути в християнство місцеве населення, особливо індусів та буддистів, оскільки мусульмани чинили християнізації завзятий опір.

### Реакція мусульманських країн
Провідні мусульманські держави цього регіону — Делійський султанат (який у 1526 р. заступила Імперія Великих Моголів) та Сефевідська Персія були зосереджені на суходолі і мало цікавилися морськими справами. Потужна Османська імперія активно розвивалась в середземноморському регіоні і на початку 1500-х років ще не мала територіального виходу в акваторію Індійського океану.
Боротись з експансією португальців в Індійському океані намагався лише єгипетський Мамелюцький султанат. Економіка Єгипту великою мірою трималась на посередництві в торгівлі спеціями та іншими товарами між країнами Південної та Південно-Східної Азії з узбережжя Індійського океану та країнами Середземноморського регіону. Основні шляхи цієї торгівлі йшли через Червоне море в єгипетську Александрію, звідки венеційські купці вивозили ці товари в Європу. Блокування португальцями мусульманських торгових шляхів через Червоне море завдало потужного удару по єгипетській економіці. Проте Єгипет ніколи не мав власних потужних військово-морських сил щоб ефективно захистити торгові шляхи від нападів португальського флоту, а єгипетські військові мали невеликий досвід у морській війні. Тому мамелюцький султан Кансух аль-Гаурі запросив підтримки венеційців, в обмін на зниження тарифів для полегшення конкуренції з португальцями. Венеція погодилась і поставила мамелюкам караки середземноморського типу та військові галери, укомплектовані грецькими моряками, які венеційські корабели допомагали розбирати на середземноморському узбережжі в Александрії та знову збирати в Суеці, на узбережжі Червоного моря. Галери могли нести гармати лише на носі і на кормі, а не вздовж бортів, оскільки гармати заважали гребцям. Місцеві традиційні арабські зшиті судна (дау), корпуси яких будувались без використання заліза, могли внаслідок цього нести лише дуже легкі гармати.
Командування експедицією доручили курдському мамелюку, колишньому губернатору Джидди аміру Хуссейну Аль-Курді, якого португальці називали Міроцем (Mirocem). Склад експедиції включав не тільки єгипетських мамлюків, але також велику кількість найманців з Османської імперії, Нубії та Ефіопії, а також венеційських пушкарів. Усіх їх португальці називали загальним терміном «руми».
Експедиція в складі 1100 чоловік відбула з Суецу у листопаді 1505 року. По дорозі їм доручили зміцнити Джидду проти можливої атаки Португалії та придушити заколоти навколо Суакіна та Мекки. Флоту довелося провести сезон мусонів на острові Камаран і висадитися в Адені на південному виході з Червоного моря, де експедиція надовго затрималась через втручання в складну місцеву політику тахіридських емірів Ємену, перш ніж нарешті. Тому вони перетнути Індійський океан і нарешті дісталися до міста Діу в гирлі Камбейсбкої затоки лише у вересні 1507 року, хоча в звичайних умовах така подорож займала не більше місяця.

#### 1508. Морська битва при Чаулі

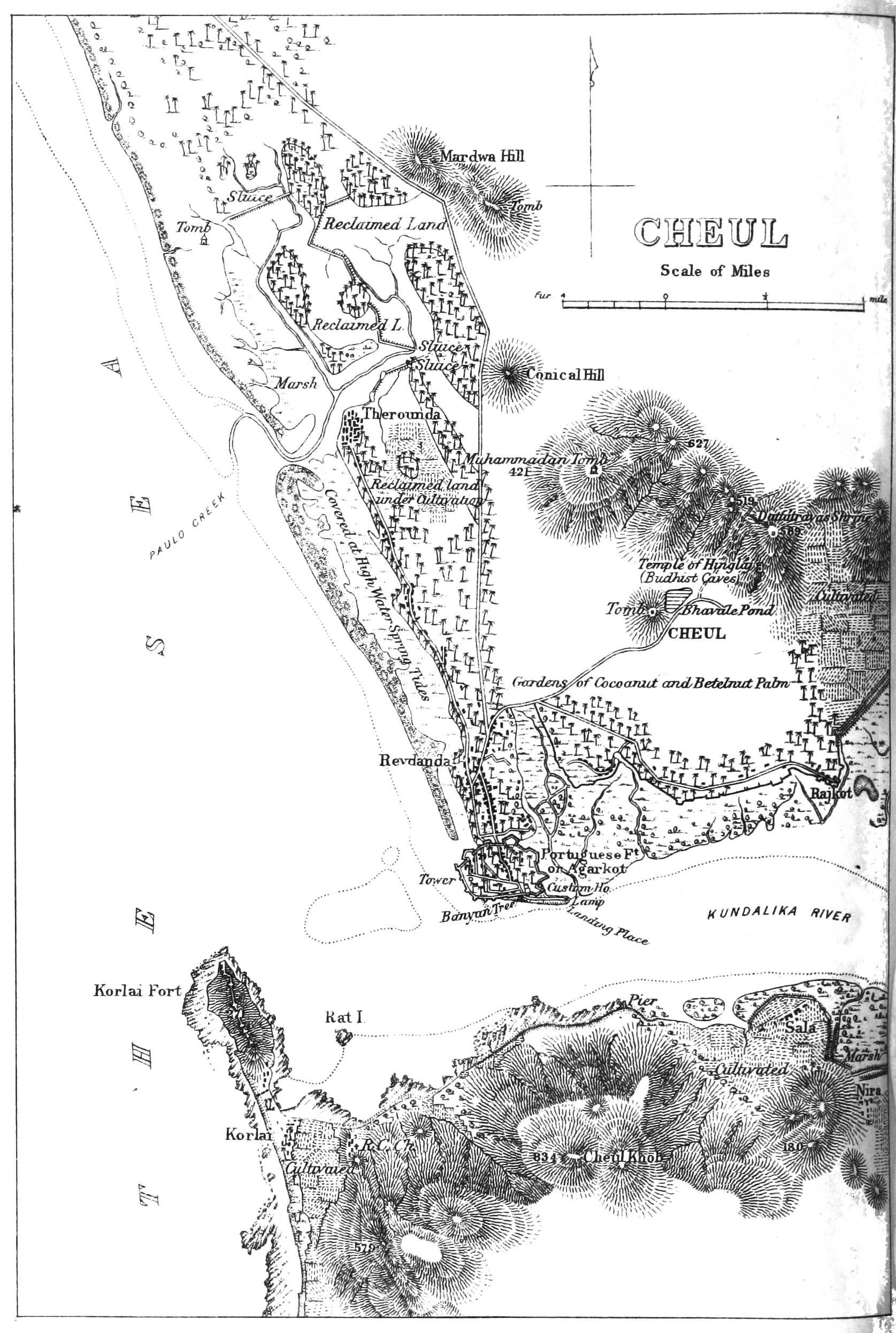
Карта Чаула XIX ст.

У березні 1508 р. флоти Хуссейна і Айяза відплили на південь і зійшлись з португальською ескадрою в триденному морському бої у гавані Чаула. Командував португальською ескадрою син Франсішку де Алмейди - Лоуренсу, якому доручили контролювати завантаження португальських торгових кораблів у цьому місті та супроводжувати їх назад до Кочіна.
Хоча португальців захопили зненацька (через схожість кораблів Хуссейна з європейськими їх спочатку вважали належними до експедиції Афонсу де Албукеркі, призначеної на узбережжі Аравії), битва закінчилася пірровою перемогою мусульман, які зазнали занадто багато втрат, щоб продовжувати експедицію далі в напрямку португальської штаб-квартири в Кочіні. Попри затоплення португальського флагмана, решта португальського флоту врятувалась, тоді як сам Хуссейн ледь не загинув в бою через неприхильність Маліка Айяза до битви. Хуссейну не залишалося іншого вибору, як повернутися з Аязом до Діу і підготуватися до португальської відповіді. Хуссейн повідомив про цей бій у Каїр як про велику перемогу, однак «Мірат Сікандарі», тогочасний перський опис про Королівство Гуджарат, згадує про цю битву як про незначну сутичку.
Однак серед загиблих був син віцекороля, Лоуренсу, тіло якого так і не вдалося відшукати попри всі зусилля Маліка Айяза, який хотів повернути його португальському віцекоролю.

#### 1509. Морська битва при Діу
Кульмінацією єгипетсько-португальського протистояння в Індійському океані стала морська битва біля Діу в лютому 1509 року між об'єднаним флотом Мамелюцького султанату, заморіна Калікута і султана Гуджарату за підтримки османських військових підрозділів і португальським флотом на чолі з індійським віце-королем Франсішку де Алмейда. Битва була невдалою для єгипетсько-османської коаліції і закінчилась повною перемогою португальського флоту. Османський загін залишився в Гоа, місті, що належало мусульманському султанату Біджапур і пізніше потрапив у полон до португальців, коли Гоа в 1510 році захопив Афонсу де Албукеркі.

### Вихід Османської імперії в регіон Індійського океану

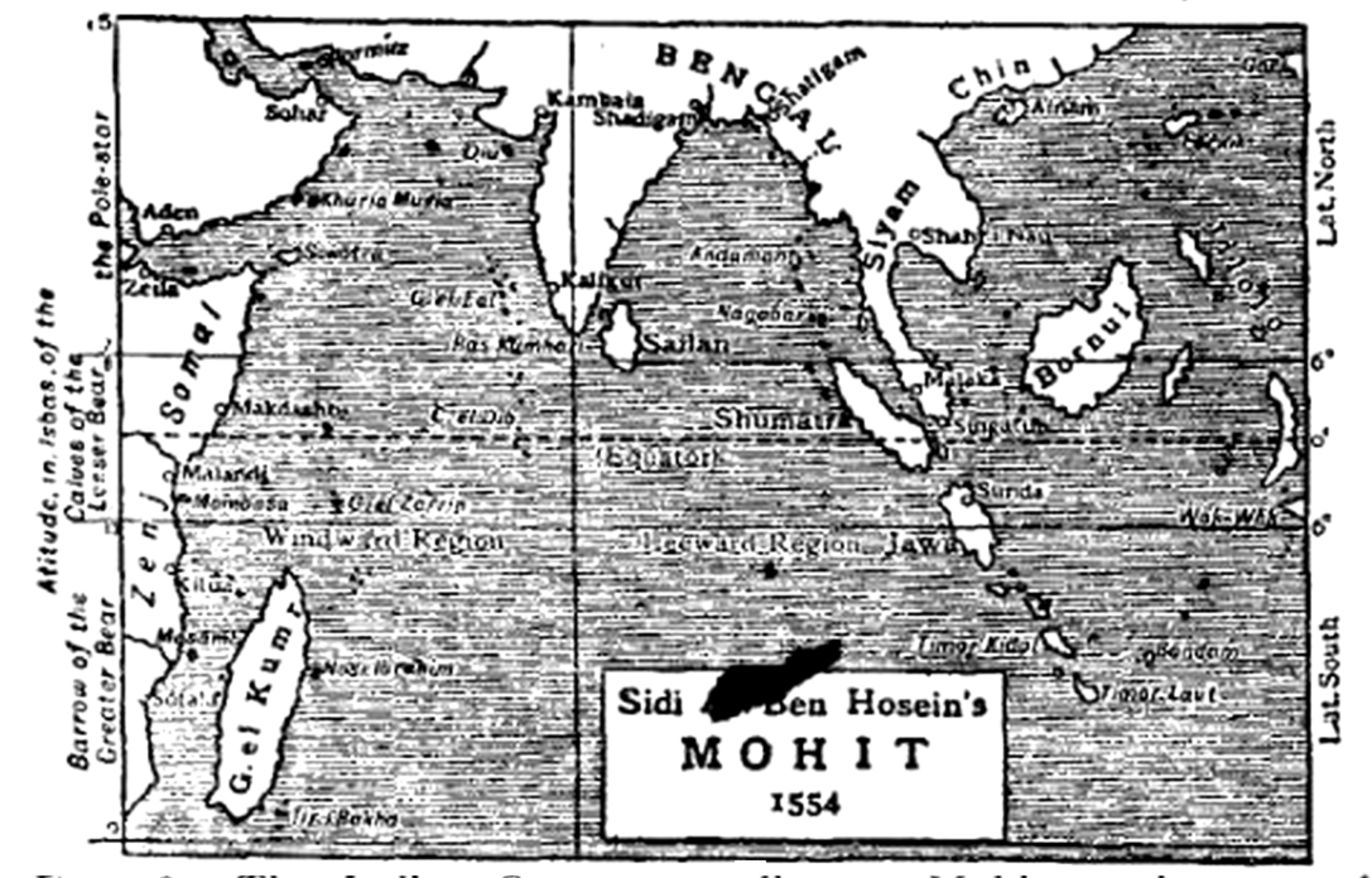
Османські уявлення про Індійський океан в 1554 р. Реконструкція 1911 року

#### 1517. Захоплення Єгипту і вихід до Червоного моря. Суец стає базою «Індійського флота»
В 1517 році, після перемоги військ султана Селіма I в битви при Райданіє, Єгипет було включено до складу Османської імперії. Більша частина придатної для проживання зони Аравійського півострова (Хеджаз і Тігама) незабаром також добровільно піддалась османам. Таким чином узбережжя Червоного моря потрапило під прямий контроль Османської імперії, а Індійський океан став зоною їх прямих інтересів. Османський адмірал Пірі-реїс подарував Селіму І свою знамениту Карту світу через кілька тижнів після прибуття султана в Єгипет. Частина карти 1513 року, яка охоплює Атлантичний океан та Америку, зараз знаходиться в музеї Топкапи.
Відразу після встановлення османського панування в Червоному морі, почалося османсько-португальське протистояння і Індійському океані. Селім вступив у переговори із султаном Музаффаром II, мусульманським правителем Гуджарата щодо організації спільних дій проти португальців у Гоа. Однак Селім помер у 1520 році і ці плани не були реалізовані.
У 1525 році, під час правління сина Селіма — султана Сулеймана Пишного, колишній корсар Салман-реїс був призначений адміралом невеликого османського флоту в Червоному морі, якому було доручено захищати османські приморські міста від португальських нападів.

#### 1538. Захоплення Месопотамії і вихід до Перської затоки. Басра стає османським портом

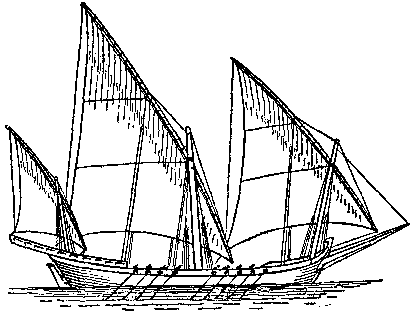
Османська шебека, озброєна трьома латинськими вітрилами

У 1534 році Сулейман відібрав у Персії більшу частину території Іраку, а у 1538 році османи досягли Басри на узбережжі Перської затоки.
Таким чином і Червоне море і Перська затока потрапили до сфери інтересів Османської імперії. На цьому етапі Порта зіштовхнулась з проблемою португальського контроля узбережжя Індійського океану. Більшість прибережних міст на Аравійському півострові або безпосередньо контролювались португальцями або знаходились під португальським протекторатом. Ще однією причиною турецько-португальського суперництва стало економічне суперництво. Але після відкриття португальцями морського шляху до Індії в обхід Африки, доходи мусульманських країн від посередництва в цій торгівлі відчутно знизились.
Хоча Османська імперія була головною морською силою в Середземному морі, вона не могла направити свій потужний флот у Червоне море і далі в Індійський океан, оскільки судноплавного проходу між цими морями в ті часи не існувало. Тож на березі Червоного моря, в Суеці османам довелось збудувати нові кораблі, які отримали назву «Індійський флот».

## Експедиція Хадима Сулейман-паші, 1538 рік

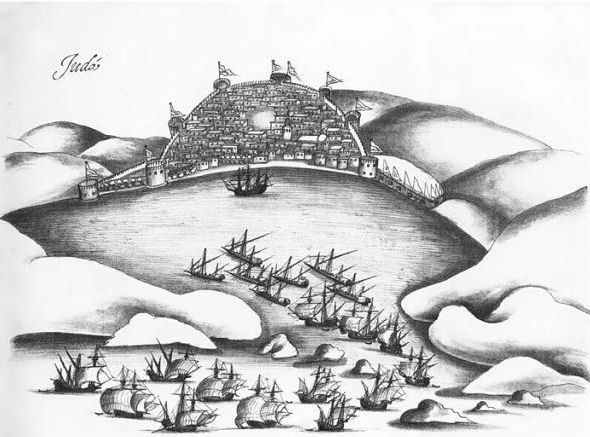
Напад на Джидду португальського флоту в 1517 році

Формальною причиною османської експедиції в Індійському океані в 1538 році було отримання запрошення про допомогу від султану Гуджарата з Індії. Бахадур-шах, султан Гуджарата і син Музаффара II, що в свій час вів переговори з Селімом, звернувся до Стамбулу з проханням про допомогу в боротьбі проти португальців, обіцяючи оплатити витрати за надсилання 10-тисячного османське військо для боротьби проти «франків». Сулейман Пишний скористався цією можливістю, щоб покласти край португальській морській гегемонії в Індійському океані.
Після прибуття в 1536 році посланника Бахадур-шаха в Єгипет з великою даниною і проханням про допомогу, Сулейман Пишний доручив османському паші (наміснику) Єгипту, 60-річному євнуху Хадиму Сулейман-паші особисто очолити експедицію в Індію. Сулейман-паша заборонив вихід будь-яких човнів з Червоного моря, щоб уникнути витоку інформації про підготовку експедиції.
Сулейман призначив Хадима Сулеймана-пашу адміралом Індійського флоту. Морські сили Хадима Сулеймана-паші складали приблизно 90 галер і 7.000 військових. Гаспар Коррея подає конкретнішу інформацію, стверджуючи, що османи зібрали в Суеці армаду, що складалась з 15 галер-«бастарда», 40 «королівських» галер, 6 галіотів, 5 галеонів «з чотирма щоглами», які були «небезпечними кораблями для плавання, бо вони були з низькою осадкою і без кіля», п'ять кораблів меншого розміру, шість фуст з Гуджарата та два бриги. Флотилія мала понад 400 гармат і понад 10.000 моряків та гребців (з них 1.500 християн) та 6.000 мусульманських солдат, з яких 1.500 — яничари. Паша найняв венеційського ренегата Франциско в якості капітана 10 галер разом з 800 християнськими найманцями. 20 липня 1538 р. флотилія відплила з Джидди, зупинившись біля острова Камаран перед тим, як вирушити до Адена.

### Захоплення Адену
В Адені Сулейман-паша запросив на борт правителя міста, шейха Аміра бен Давауда, що симпатизував португальцям і повісив його на реї свого корабля. Таким чином, Аден був зайнятий без облоги і підданий розграбуванню.
Флотилія покинула Аден 19 серпня і вирушила до Сокотри, після чого напряму пішла до західного узбережжя Гуджарата. Не дивлячись на те, що було втрачено декілька кораблів, які відокремилися від флоту під час переходу через Аравійське море, це був найбільший османський флот, будь-коли виходив в Індійський океан.
Вже у дорозі флот дізнався, що Бахадур-шах загинув в лютому 1537 року під час проведення переговорів з губернатором Індії Нуну да Кунья на його кораблі, а його наступник Махмуд-шах III уклав союз з Португалією.

### Облога Діу

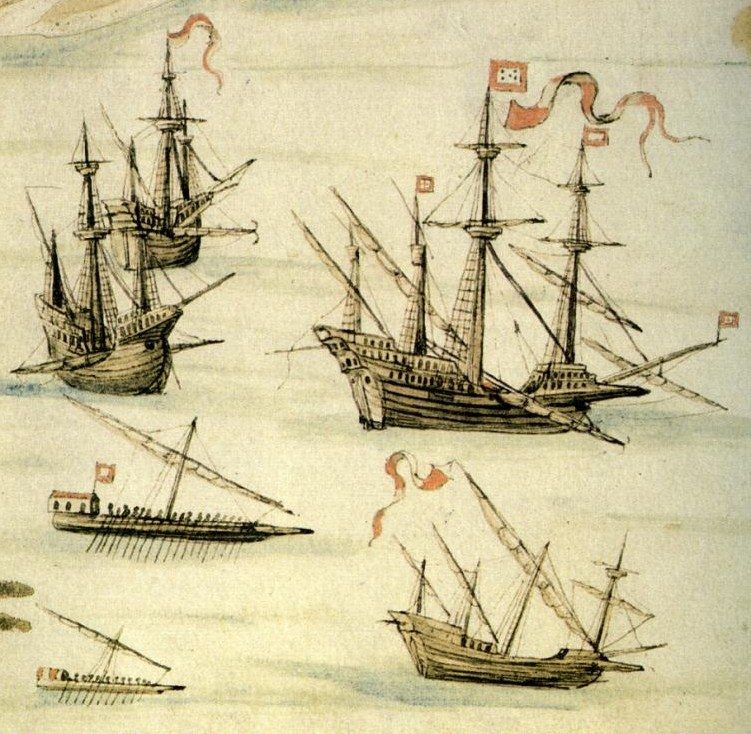
Різні типи кораблів (галеон, караки, каравела, галера і фуста (галеот) в складі португальського флоту, відправленого в 1540 р. для нападу на Суец, зображені João de Castro в його «Карті шляхів Червоного моря»

На початку вересня 1538 року Сулейман-паша висадив біля Діу 600 яничар, які з декількох величезних гармат (їх волоком перетягли через Суецький перешийок) почали обстрілювати португальську фортецю. Оборону португальського гарнізону очолив Антоніу да Сілвейра.
5 листопада 1538 Сулейман-паша зняв облогу фортеці і відступив. Його флот перетнув Індійський океан і пішов назад в Червоне море. Тут він стратив правителя Ємену (як раніше стратив правителя Адена) і поставив його землі під управління османського губернатора. На зворотному шляху до Суецу він завоював більшу частину Ємену, включаючи Аден. Африканське узбережжя Червоного моря у вигляді вузької прибережної смуги Судану та Еритреї було захоплено Оздемір-пашею, заступником Хадима Сулейман-паші. На цих територіях було створено три османські провінції у Східній Африці: Массава, Хабеш (Абісія) та Сувакін (Суакін).
Після завершення експедиції Хадиму Сулейман-паші було надано титул великого візира.

## Експедиції Пірі-реїса, 1548—1552

### Компанія 1548 року
В 1547 році, внаслідок повстання місцевого населення в Адені, місто знову перейшло під португальський контроль. Португальський флот отримав доступ до Червоного моря і взяв в облогу Джидду (в сучасній Саудівській Аравії).
З метою відновлення османської влади в Червоному морі та Ємені було організовано другу індійську експедицію османського флоту. Новим керівником флоту став досвідчений адмірал Пірі-реїс, який брав участь ще в переможних для османського флоту битвах при Дзонкьйо і Модоні під час османсько-венеційської війни 1499—1503 років та в захопленні Родосу в 1522 році і який раніше подарував свою карту світу султану Селіму.

У січні 1548 року османський флот в складі 60 кораблів під керівництвом Пірі-реїса вийшов з Суецу, взяв Аден в облогу і розбив під Сайлою допоміжний португальський флот, який був надісланий з Гоа. В лютому 1548 року османський флот знову захопив Аден під свій контроль, забезпечивши тим самим захист Червоного моря і міст на його узбережжі від португальського флоту.

Шлях Пірі-реїса в 1552 році.

### Компанія 1552 року
В 1552 році, через три роки після вдалого рейду по захопленню Адена, Пірі-реїс знову виплив із Суецу на 30 кораблях з метою відвоювати у Португалії острів Ормуз, ключ до Перської затоки. Дорогою до Ормузу, флот Пірі-реїса захопив португальський форт в Маскаті (на території сучасного Оману) і повністю зруйнував його укріплення. Пірі-реїс взяв 17 вересня 1552 року в облогу Ормуз, обороною якого керував Алвару де Норонья. 20 днів облоги не дали результату, оскільки взяти укріплену цитадель не вдалось і в підсумку португальці втримали свій контроль над містом. Після захоплення півострова Катар і невдалої спроби взяти в облогу Бахрейн, отримавши повідомлення про наближення португальського флоту Пірі-реїс вирішив не йти на зустріч португальцям, а відвести свій флот до Басри. Залишивши більшість флоту в порту Басри, сам він повернувся до Суецу з двома чи трьома галерами, які були його особистою власністю. Ці дії викликали незадоволення в Стамбулі і коли Пірі-реїс відмовився підтримати Валі (губернатора) Басри Кубад-пашу в черговій кампанії проти португальців у північній Перській затоці, Сулейман І змістив Пірі-реїса з посади керівника індійського флоту і засудив до смертної кари. 1553 року майже дев'яносторічному османському адміралу відрубали голову.

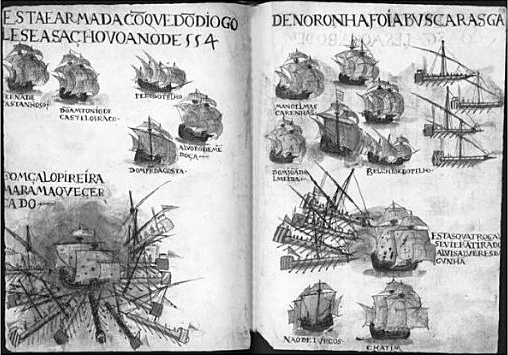
Османські галери Мурад-реїса атакують 2 португальські каравелли Діого де Норонья в Ормузькій протоці

## Експедиція Мурат-реїса Старшого, 1553 рік

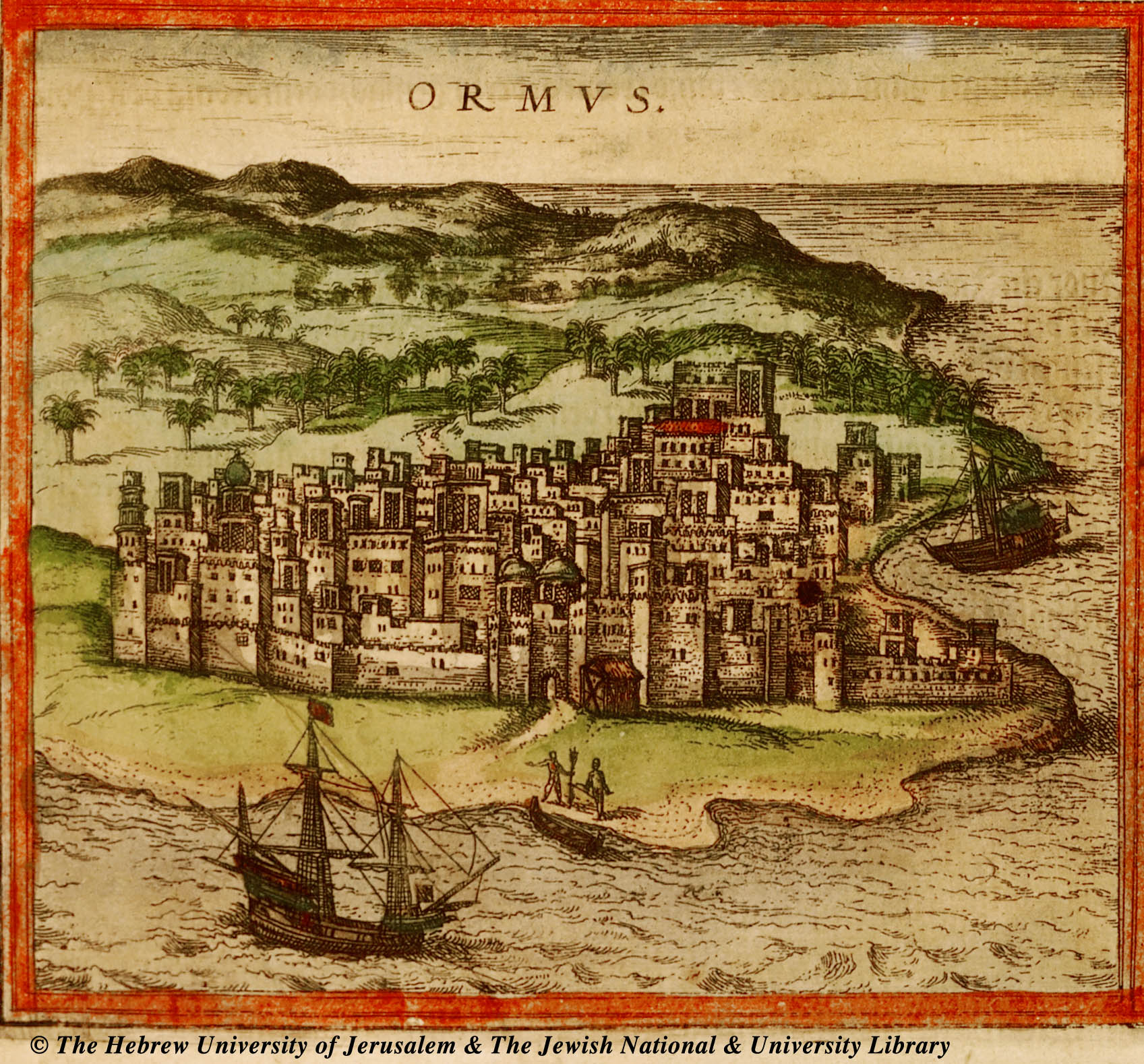
Прибуття португальських кораблів в Ормуз

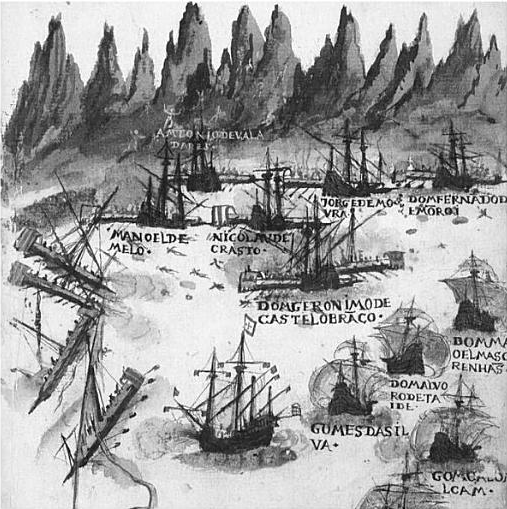
Напад португальців з засідки на турецький флот біля Мускату з Livro de Lisuarte de Abreu

Метою цієї експедиції було повернення флоту, відведеного Пірі-реїсом в Басру назад до Суецу. Новим адміралом став Мурат-реїс, колишній санджак-бей (губернатор) Катіфа. Намагаючись вивести флот з Перської затоки, 10 серпня 1533 року на рейді Ормуза він зіткнувся з великим португальським флотом, яким командував Діогу де Норонья.  У найбільшій морській битві між двома країнами у відкритому морі, Мурат зазнав поразки від португальського флоту і був змушений знову відвести залишки свого флоту до Басри.

## Експедиція Сейді Алі-реїса, 1553 рік
Сейді Алі-реїс був призначений новим командуючим османським флотом Індійського океану після провалу третьої експедиції в 1553 році. 7 грудня 1553 року він вирушив з Алеппо на сирійському узбережжі Середземного моря до Басри, куди прибув на початку лютого 1554 року. Він мав завдання вивести 15 галер, що були залишені Пірі-реїсом в Басрі назад в Суец. По прибуттю в Басру виявилось, що кораблі занедбані і сильно пошкоджені в попередніх битвах. Тим не менше, після проведення ремонтних і відновлювальних робіт усі 15 галер вийшли в море. Флот пройшов через Ормузьку протоку і почав баражувати вздовж берегів Оману, де відбулось дві битви з португальськими флотом. Після другої битви залишки флоту Сейді Алі-реїса з 9 галер потрапили у надзвичайно сильний шторм, який відніс кораблі в сторону Індії, де рештки флоту дістались Гуджарата і знайшли прихисток у гавані Сурата куди їх пустив місцевий губернатор. Після того, як португальський віце-король в Гоа дізнався про присутність турецьких галер в Індії, він відправив 10 жовтня 1554 року в Гуджарат флот з двох галеонів і 30 гребних галер, щоб примусити губернатора видати турків. Губернатор відмовився видавати екіпажи, та натомість запропонував знищити їх кораблі, на що португальці погодились. Оскільки Сейді Алі-реїс залишився без флоту, він і 50 його людей були змушені повертатись з Індії в Стамбул по суходолу. Дорогою Сейді Алі-реїс відвідав двір імператора Великих Моголів Хумаюна в Делі, де зустрівся з майбутнім імператором Акбаром Великим, якому тоді було 12 років.
Шлях з Індії до Стамбулу був дуже небезпечним через затяжне військове протистояння між Османською імперією та Персією. Сейді Алі-реїс повернувся додому лише після підписання мирного договору в Амасьї між двома країнами в 1555 році. Він написав книгу «Дзеркало країн» (Mir'at ül Memalik) про свої пригоди під час подорожі і подарував її Сулейману I у 1557 році. Зараз ця книга вважається однією з перших подорожніх книг в османській літературі.

## Наслідки

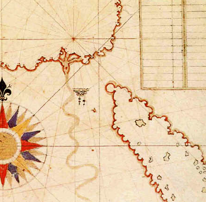
Зображення суецького перешийку на карті Пірі-реїса

Османські морські експедиції в Індійському океані мали лише частковий успіх. Початкові цілі — зруйнувати гегемонію португальського флоту в Індійському океані та надати допомогу мусульманському правителю в Гуджараті не були досягнуті, не дивлячись на те, що на позір Порта мала беззаперечну перевагу над Португалією — Османська імперія була заможнішою і набагато багатолюднішою ніж Португалія, османи сповідували ту ж саму релігію, що і більшість населення узбережжя Індійського океану та їх морські бази були значно ближче до театру воєнних дій.
З іншого боку стратегічне місто Аден і узбережжя Ємену перейшли під османський контроль, внаслідок чого португальцям було перекрито доступ до портів Червоного моря. Також було захоплено контроль над африканським узбережжям Червоного моря у вигляді вузької прибережної смуги Судану та Еритреї. У Східній Африці було створено ще три провінції Османської імперії: Массава, Хабеш (Абісія) та Савакін (Суакін). Також були захищені порти на Аравійському півострові.
Зруйнувати португальську гегемонію в Індійському океані не вдалось, але часи, коли португальські кораблі безкарно полювали на мусульманські судна, що прямували до Червоного моря, закінчились. Тепер звідти виходили турецькі ескадри і нападали на португальських торговців між Ормузом і Індією. Починаючи з 1561 р., португальські кораблі з Ормуза змушені були плавати з військовим ескортом. Зростаюче посилення військової могутності османів в Перській затоці змусило перського шаха піти на зближення з султаном, яке особливо прискорилось після заняття португальського трону Філіпом II Іспанським (1580).
Іноді османські морські експедиції в султанат Ачех на Суматрі (в сучасній Індонезії) після 1569 року також вважаються частиною військово-морських експедицій в Індійському океані. Однак експедиції в Ачех були не військовими, а скоріше політичними операціями.
Відомо, що Соколлу Мехмед-паша, великий візир імперії у 1565—1579 рр., запропонував прорити канал між Середземним та Червоним морями. У випадку реалізації цього проєкту османський флот міг би пройти через канал з Середземного моря в Індійський океан. Однак цей проєкт виходив за межі технологічних можливостей XVI століття. Суецький канал був відкритий лише приблизно через три століття, у 1869 році, напівавтономним хедіватом Єгипту.